# Health Level 7
Health Level Seven nebo HL7 označuje soubor mezinárodních standardů pro přenos klinických a administrativních dat mezi softwarovými aplikacemi různých poskytovatelů zdravotní péče. Tyto standardy se zaměřují na aplikační vrstvu, což je v vrstvovém modelu ISO/OSI komunikace „vrstva č. 7“. Normy HL7 jsou stanovovány mezinárodní organizací Health Level Seven International, od ní jsou dále přebírány jinými normalizačními organizacemi jako je Mezinárodní organizace pro normalizaci a American National Standards Institute.
Nemocnice a další poskytovatelé zdravotní péče mají obvykle mnoho různých informačních systémů zahrnující vše od účetnictví až po zdravotnickou dokumentaci. Všechny tyto systémy by měly navzájem komunikovat, ale ne vždy se tak děje.
HL7 International specifikuje řadu flexibilních standardů, doporučených postupů a metodik, pomocí kterých mohou různé rozhraní zdravotnických informačních systémů vzájemně komunikovat. Tyto doporučené postupy a datové standardy jsou souborem pravidel, které umožňují sdílení a zpracování informací jednotným a konzistentním způsobem. Účelem těchto datových standardů je umožnit zdravotnickým organizacím snadno sdílet klinické informace.
HL7 International považuje za své primární standardy (standardy, které se dle HL7 International nejčastěji implementují a používají) následující:
- Architektura klinických dokumentů (CDA) – model výměny klinických dokumentů založený na HL7 verze 3
- Consolidated CDA (C-CDA) – soubor šablon CDA k různým druhům klinických dokumentů
- Fast Healthcare Interoperability Resources (FHIR) – standard popisující datové formáty a elementy („zdroje“) a rozhraní pro programování aplikací (API) pro výměnu elektronických zdravotních záznamů
- Clinical Context Object Workgroup (CCOW) – specifikace interoperability pro vizuální integraci uživatelských aplikací
- Soubor specifikací HL7 verze 2 – specifikace pro interoperabilitu pro výměnu klinických dat
- Soubor specifikací HL7 verze 3 – specifikace pro interoperabilitu pro výměnu klinických dat

Další standardy/metodiky HL7 zahrnují:
- Continuity of Care Document (CCD) – americká specifikace pro výměnu závěrů lékařských zpráv vycházející z CDA a Continuity of Care Record (CCR).[4]
- Structured Product Labeling (SPL) – příbalové informace, strukturované dle HL7 verze 3

- Arden Syntax – značkovací jazyk pro zápis a sdílení zdravotnických informací jako Medical Logic Module (MLM)
- Claims Attachments – standardní příloha k rozšíření jiné transakce
- funkční specifikace systémů Elektronického zdravotního záznamu (EHR)/Osobního zdravotního záznamu (PHR)
- GELLO – standardní výrazový jazyk používaný pro podporu klinického rozhodování

Jednotlivé pracovní skupiny zastřešené v organizaci Health Level Seven International vytvářejí návrhy specifikací, které jsou podrobeny hlasování. Záporné hlasy musejí být doplněny důvodem. Tvorba návrhů i vlastní hlasování je popsána v metodologii HL7.
K organizaci HL7 International jsou přidružené mezinárodní organizace – národní pobočky (international affiliates), jejichž posláním je prosazování standardů a jejich přizpůsobení. Pobočkou pro Česko je HL7 Česká republika.

## Primární standardy

### Standard pro zasílání zpráv verze 2
Cílem standardu HL7 verze 2 (známého také jako Pipehat, podle standardních oddělovačů) je podpora pracovních postupů (workflow) ve zdravotnických zařízeních. Tyto postupy mohou zahrnovat procesy administrativní, logistické, finanční a klinické. Standard byl vytvořen v roce 1987. Od roku 1987 byl standard pravidelně aktualizován, byly vydány verze 2.1, 2.2, 2.3, 2.3.1, 2.4, 2.5, 2.5.1, 2.6, 2.7, 2.7.1, 2.8, 2.8.1 a 2.8.2. Standardy v2.x jsou zpětně kompatibilní.
Zprávy HL7 v2.x používají syntaxi kódování na základě segmentů (řádků) a oddělovačů (separátorů). Každý segment začíná řetězcem 3 znaků, který identifikuje typ segmentu. Každá zpráva začíná segmentem pro hlavičku zprávy označeným MSH (message header). Jednotlivé segmenty se skládají z polí (nebo také políček, či kompozitů) které se dále rozpadají na komponenty a subkomponenty. Výchozím a neměným oddělovačem je carriage return (nový řádek) pro oddělovač segmentů, ostatní oddělovače lze definovat v segmentu MSH. Mezi standardní oddělovače, které používají zprávy HL7 verze 2, patří znak | (svislá čára nebo pipe), znak ^ (stříška nebo hat) jako oddělovač komponent, znak & (ampersand) jako oddělovač subkomponent, znak ~ (vlnovka) je výchozí oddělovač opakování.

Následující příklad je přijímací zpráva. MSH je segment záhlaví (message header), PID je identita pacienta (patient identification), PV1 je informace o návštěvě pacienta (patient visit 1) atd.
```
MSH|^~\&|MegaReg|XYZHospC|SuperOE|XYZImgCtr|20060529090131-0500||ADT^A01^ADT_A01|01052901|P|2.5
EVN||200605290901||||200605290900
PID|||56782445^^^UAReg^PI||KLEINSAMPLE^BARRY^Q^JR||19620910|M||2028-9^^HL70005^RA99113^^XYZ|260 GOODWIN CREST DRIVE^^BIRMINGHAM^AL^35209^^M~NICKELL’S PICKLES^10000 W 100TH AVE^BIRMINGHAM^AL^35200^^O|||||||0105I30001^^^99DEF^AN
PV1||I|W^389^1^UABH^^^^3||||12345^MORGAN^REX^J^^^MD^0010^UAMC^L||67890^GRAINGER^LUCY^X^^^MD^0010^UAMC^L|MED|||||A0||13579^POTTER^SHERMAN^T^^^MD^0010^UAMC^L|||||||||||||||||||||||||||200605290900
OBX|1|NM|^Body Height||1.80|m^Meter^ISO+|||||F
OBX|2|NM|^Body Weight||79|kg^Kilogram^ISO+|||||F
AL1|1||^ASPIRIN
DG1|1||786.50^CHEST PAIN, UNSPECIFIED^I9|||A
```

### Standard pro zasílání zpráv verze 3
Cílem standardu HL7 verze 3 je podpora všech pracovní postupů ve zdravotnictví. Vývoj verze 3 začal v roce 1995, výsledkem byla první publikace standardu v roce 2005. Standard verze 3 je na rozdíl od verze 2 založen na formální metodologii (HDF) a principech objektově orientovaného designu.

#### RIM
Referenční informační model (RIM) je základním kamenem vývojového procesu HL7 verze 3 a nezbytnou součástí metodologie vývoje HL7 V3. RIM poskytuje reprezentaci sémantických a lexikálních spojení, která existují mezi informacemi přenášenými v polích segmentů zpráv HL7.

#### HL7 Development Framework
HL7 Version 3 Development Framework (HDF) je vyvíjející se proces, který se snaží vypracovat specifikace, které usnadní interoperabilitu mezi systémy zdravotní péče. HDF dokumentuje nejen zasílání zpráv, ale také procesy, nástroje, účastníky, pravidla a artefakty související s vývojem všech specifikací standardu HL7.
Metodologie HDF používá pro zápis modelových artefaktů Unified Modeling Language (UML).

#### Zprávy ve verzi 3
Standard pro zasílání zpráv verze 3 definuje řadu zabezpečených textových zpráv (nazývaných interakce).
HL7 v3 zprávy jsou založeny na syntaxi kódování XML, jak je ukázáno v následujícím příkladu:
```
<POLB_IN224200
 
ITSVersion=
"XML_1.0"
 
xmlns=
"urn:hl7-org:v3"

 
xmlns:xsi=
"http://www.w3.org/2001/XMLSchema-instance"
>
  

  
<id
 
root=
"2.16.840.1.113883.19.1122.7"
 
extension=
"CNTRL-3456"
/>

  
<creationTime
 
value=
"200202150930-0400"
/>

  
<!-- The version of the datatypes/RIM/vocabulary used is that of May 2006 -->

  
<versionCode
 
code=
"2006-05"
/>

  
<!-- interaction id= Observation Event Complete, w/o Receiver Responsibilities -->

  
<interactionId
 
root=
"2.16.840.1.113883.1.6"
 
extension=
"POLB_IN224200"
/>

  
<processingCode
 
code=
"P"
/>

  
<processingModeCode
 
nullFlavor=
"OTH"
/>

  
<acceptAckCode
 
code=
"ER"
/>

  
<receiver
 
typeCode=
"RCV"
>

    
<device
 
classCode=
"DEV"
 
determinerCode=
"INSTANCE"
>

      
<id
 
extension=
"GHH LAB"
 
root=
"2.16.840.1.113883.19.1122.1"
/>

      
<asLocatedEntity
 
classCode=
"LOCE"
>

        
<location
 
classCode=
"PLC"
 
determinerCode=
"INSTANCE"
>

          
<id
 
root=
"2.16.840.1.113883.19.1122.2"
 
extension=
"ELAB-3"
/>

        
</location>

      
</asLocatedEntity>

    
</device>

  
</receiver>

  
<sender
 
typeCode=
"SND"
>

    
<device
 
classCode=
"DEV"
 
determinerCode=
"INSTANCE"
>

      
<id
 
root=
"2.16.840.1.113883.19.1122.1"
 
extension=
"GHH OE"
/>

      
<asLocatedEntity
 
classCode=
"LOCE"
>

        
<location
 
classCode=
"PLC"
 
determinerCode=
"INSTANCE"
>

          
<id
 
root=
"2.16.840.1.113883.19.1122.2"
 
extension=
"BLDG24"
/>

        
</location>

      
</asLocatedEntity>

    
</device>

  
</sender>

  
<!-- Trigger Event Control Act & Domain Content -->

</POLB_IN224200>

```

### Architektura klinických dokumentů (CDA)
Architektura klinických dokumentů (CDA) HL7 je standard pro značkování založený na XML, jehož cílem je specifikovat kódování, strukturu a sémantiku klinických dokumentů (zdravotnické dokumentace) určených k výměně informací mezi pacientem a zdravotnickým zařízením.

### Continuity of Care Document (CCD)
CCD je americká specifikace pro výměnu závěrů (souhrnů) lékařských zpráv. CCD vznikl na základě spolupráce ASTM International a HL7 International na podkladě doplňujících se specifikací CDA a E2369-05, Continuity of Care Record (CCR).

### Structured Product Labeling (SPL)
SPL popisuje informace doprovázejí léčivo, které vydala instituce schvalující léčiva. SPL vychází z HL7 verze 3.